# Роосна-Аллику (волость)
Роосна-Аллику (эст. Roosna-Alliku) — бывшая волость в Эстонии в составе уезда Ярвамаа.

## История
7 мая 1992 года была образована волость Роосна-Аллику.
В ходе административной реформы 2017 года, волость была объединена с городом Пайде и бывшей волостью Пайде в городской муниципалитет Пайде.

## Положение
Площадь волости — 132 км², численность населения на 1 января 2010 года составляло 1220 человек.
Административный центр волости — посёлок Роосна-Аллику. Помимо этого на территории волости находятся ещё 12 деревень.